# Adriean Videanu
Adriean Videanu (Crevenicu, 1 juni 1962) is een Roemeens zakenman en politicus. Hij was tussen 2005 en 2008 burgemeester van Boekarest en van 2008 tot 2010 minister van Economische Zaken, Handel en Milieu onder premier Emil Boc. Eerder was hij vicepremier in het kabinet-Popescu-Tăriceanu, van december 2004 tot maart 2005.
In 2001 werd Videanu verkozen tot vicevoorzitter van de Democratische Partij (PD) van Roemenië, die geleid werd door Emil Boc, toen de burgemeester van Cluj-Napoca. De PD was een van de twee partijen van de alliantie van Recht en Waarheid, de grootste alliantie in Roemenië. Videanu werd begin april 2005 verkozen tot burgemeester van Boekarest, met 53,01% van de stemmen. In 2007 werd hij eerste vicevoorzitter van de Democratisch-Liberale Partij (PDL), een fusie van PD en de Liberaal-Democratische Partij (PLD). In 2008 werd hij als burgemeester van Boekarest opgevolgd door Sorin Oprescu.